# 蒋赞初
蒋赞初（1927年5月5日—2024年7月15日），江苏宜兴人，中华人民共和国考古学家，南京大学人文社会学科荣誉资深教授，中国考古学会第一、二、三届理事会理事。